# Божидар Николов
 Тази статия е за оперния певец.  За журналиста вижте Божидар Николов (Търговище).  
Божидар Николов е български оперен певец, тенор.
Роден е на 19 март 1959 г. в София. Ученик е на Никола Николов. Завършва оперно пеене в Българската държавна консерватория през 1985 г. Става лауреат на Международния певчески конкурс „Мадам Бътерфлай“ в Маями, Флорида САЩ. През 1987 г. става солист на Виенската опера и остава там в продължение на 5 години.
Докато е солист в Щатсопер той се явява на конкурса във Вашингтон, организиран от и на името на Пласидо Доминго. Печели първа награда, прави впечатление на Доминго - председател на журито, и на мнозина импресарии, получава покани за ангажименти в Америка и Европа. Тъй като договорът му с Щатсопер му позволява само минимални отсъствия, той подава оставка и започва свободна практика.
Едни от ключовите му роли са Рикардо от „Бал с маски“, Дон Карлос от „Дон Карлос“, Дон Алваро от „Силата на съдбата“, Алфредо от „Травиата“, Дука от „Риголето“, Макдъф от „Макбет“, Радамес от „Аида“, Дон Хосе от „Кармен“, Каварадоси от „Тоска“, Де Грийо от „Манон Леско“, Родолфо от „Бохеми“ и Ленски от „Евгени Онегин“.
Гастролира в много страни като например на Залцбургския фестивал с Берлинската филхармония, театър Лисео в Барселона, театър Сан Карлос в Неапол, театър Ла Фениче във Венеция, Верона, Париж, театър Реал Мадрид, както и участия в Германия, Италия, Япония, Канада, Холандия, България, Дания, Швейцария и САЩ. Неговият дебют в Северна Америка e през 1997 г. в ролята на Дон Хосе в операта в Хамилтън, Онтарио, Канада. След интензивно сътрудничество с Пласидо Доминго в Севиля и Вашингтон за „Сид“ на Жул Масне, Божидар Николов изпява ролята на трубадура Манрико в „Трубадур“ на Верди във Вашингтон под диригентството на Доминго. Освен с Доминго, работи и с диригенти като Клаудио Абадо, Джузепе Синополи, Сейджи Озава, Хорст Щайн, Петър Шнайдер, Густав Кун. Пее и с известни български певци като Антон Дяков (във „Весталката“ от Спонтини), а също и с Николай Гяуров и Никола Гюзелев.
Има свое оперно студио във Виена, където в своя майсторски клас обучава млади оперни таланти, включително солисти от Виенската държавна опера, както и от Народната опера. Женен е и има две дъщери.